# Lueddemannia dalessandroi
Lueddemannia dalessandroi är en orkidéart som först beskrevs av Dodson, och fick sitt nu gällande namn av Günter Gerlach och M.H.Weber. Lueddemannia dalessandroi ingår i släktet Lueddemannia och familjen orkidéer. Inga underarter finns listade i Catalogue of Life.